# Fondation Berthold-Leibinger
La fondation Berthold-Leibinger (allemand : Berthold Leibinger Stiftung) est une fondation allemande créée en 1992 par l'ingénieur, entrepreneur et mécène Berthold Leibinger (de) à Ditzingen, près de Stuttgart, en Allemagne. Cette fondation se consacre à des manifestations culturelles, scientifiques tout en finançant des œuvres religieuses et questions sociales. Son capital s'élève à 17 millions d'euros en 2016.
Depuis 2000, la fondation finance un prix international biennal récompensant à hauteur de 100 000 € des innovations dans le domaine des technologies laser, le Berthold Leibinger Innovationspreis (de). Le Berthold Leibinger Zukunftspreis (de), créé en 2006 et doté de 30 000 €, récompense quant à lui des recherches théoriques sur le laser. Elle remet enfin depuis 2015 un prix de bande dessinée.

## Prix de bande dessinée
La fondation remet depuis 2015 un prix de bande dessinée récompensant une bande dessinée parue dans les douze mois précédents ; il est doté en 2024 de 25 000 € (et de 2 500 € pour les neuf finalistes non lauréats). Ses lauréats ont été :
- 2015 : Birgit Weyhe pour Madgermanes
- 2016 : Uli Oesterle pour Le Lait paternel (Vatermilch)
- 2017 : Tina Brenneisen pour Das Licht, das Schatten
- 2018 : Tim Dinter (de) (dessin) et Thomas Pletzinger (scénario) pour Blåvand
- 2019 : Anke Kuhl (de) pour Manno!
- 2020 : Max Baitinger (de) pour Sibylla
- 2021 : Mia Oberländer (de) pour Anna
- 2022 : Sheree Domingo (de) et Patrick Spät (de) pour Madame Choi und die Monster
- 2023 : Maren Amini (dessin et scénario) et Ahmadjan Amini (récit) pour Ahmadjan und der Wiedehopf